# Dorothea Freudenberg
Dorothea Freudenberg (* 4. September 1928 in Leipzig; † 5. Januar 2023 in Heidelberg) ist eine deutsche Diplom-Psychologin mit besonderer Epilepsie-Expertise.

## Leben, Werk und Auszeichnung
Dorothea Freudenberg absolvierte zunächst eine Ausbildung als Fürsorgerin und arbeitete in der Jugendwohlfahrtspflege. Von 1955 bis 1960 studierte sie Psychologie in Freiburg und München. Von 1960 bis 1969 arbeitete sie – zunächst auf einer Forschungsstelle – als Diplom-Psychologin an der Neurologischen Abteilung (mit Epilepsieambulanz) der Universitäts-Kinderklinik Heidelberg (bei Philipp Bamberger). Von 1970 bis 1993 war sie an der Klinik für Kinder und Jugendliche des Epilepsie-Zentrums Kehl-Kork (bei Ansgar Matthes und Rolf Kruse) tätig. 1971 promovierte sie mit einer psychodiagnostischen Untersuchung von Kindern mit Pyknolepsie (Absencen-Epilepsie des Schulkindalters) zum Dr. phil. Diese Arbeit wurde ebenso wie eine frühere Studie als Buch publiziert.
Freudenberg ist auch Autorin einer Broschüre mit pädagogischen Ratschlägen für Eltern epilepsiekranker Kinder, die bis 1996 neun Auflage erlebte und dann von anderen Autoren fortgeführt wurde.
1996 wurde sie mit der Ehrenmitgliedschaft der Deutschen Sektion der ILAE (seit 2004: Deutsche Gesellschaft für Epileptologie) ausgezeichnet. 

## Publikationen
- Leistungs- und Verhaltensstörungen bei kindlichen Epilepsien. (= Bibliotheca Psychiatrica et Neurologica, No. 135). Basel/New York, S. Karger 1968 115 S. : Ill., graph. Darst. (Bibliotheca psychiatrica et neurologica ; 135)  Signatur: ZP/YH 1500 B582-135  Standort: Klinikum Heidelberg / Kli / Zentrum f. Psychosoz.Med.[3]
- Die Pyknolepsie des Kindesalters. Eine psychodiagnostische Untersuchung. Inauguraldissertation zur Erlangung der Doktorwürde der Philosophischen Fakultät der Albert-Ludwigs-Universität zu Freiburg im Breisgau. J. Krause, Freiburg im Breisgau, 1971.[3]
- Epilepsie. Therapie-Indikation, neue Antiepileptika, Therapie-Resistenz, herausgegeben von Rolf Kruse. Mit Beiträgen von u. a. Dorothea Freudenberg, Stuttgart 1971.[4]